# Från källans djup jag längtar få av vattnet som livet mig ger
Från källans djup jag längtar få av vattnet som livet mig ger är refrängen/kören ur en sång med text av Albert Orsborn, översatt till svenska av Eskil Roos. Melodin bygger på sången The voice in the Old Village Choir av populärkompositören Harry Woods med text av Gus Kahn.

## Publicerad i
- Frälsningsarméns sångbok (1990) som nr 792 under rubriken "Helgelse".